# 164,7 mm/45 морско оръдие Model 1891
164,7 mm/45 морско оръдие Model 1891 e 164,7 милиметрово корабно оръдие, разработено и произвеждано във Франция. С него са въоръжени бронепалубните крайцери от типовете „Фриан“ и „Декарт“ на ВМС на Франция. Последващо развитие на тази артилерийска система е оръдието 164,7 mm/45 Model 1893

## Конструкция
Оръдието е направено по скрепяващата технология. Относително тънкостенната вътрешна тръба е укрепена по цялата си дължина с цилиндри. Затворът е бутален със секторна нарезка. В боекомплекта първоначално влизат чугунени снаряди с тегло 45 kg, съдържащи 2,1 kg барут. След това са въведени стоманени бронебойни снаряди с тегло 54,9 kg, съдържащи 0,97 kg мелинит и полубронебойни снаряди, напълнени с 3,1 kg мелинит.